# 静鲾
静鲾（学名：Deveximentum insidiator），長吻仰口鰏、靜仰口鰏，为鲾科仰口鲾属的鱼类，俗名金钱、金钱仔、花令仔、榕叶仔。分布于印度洋北部沿岸、东至印度尼西亚、菲律宾以及中国南海、台湾海峡等海域，属于热带和亚热带沿岸暖水性上层鱼类。该物种的模式产地在印度苏拉特。

## 特徵
本魚與仰口鰏相似，但其體長卵形，標準體長為體高的2至3倍。頭部無特殊斑點，體側上方有藍色小點，形成若干橫帶，體側下方有小暗點，背鰭末端黑色。背鰭硬棘8枚、軟條16枚；臀鰭硬棘3枚、軟條14枚。體長可達15公分。

## 生態
本魚在岸邊至近海之沙泥底海床上皆可發現其蹤影。常成群覓食小型無脊椎動物。